# Nhạc indie

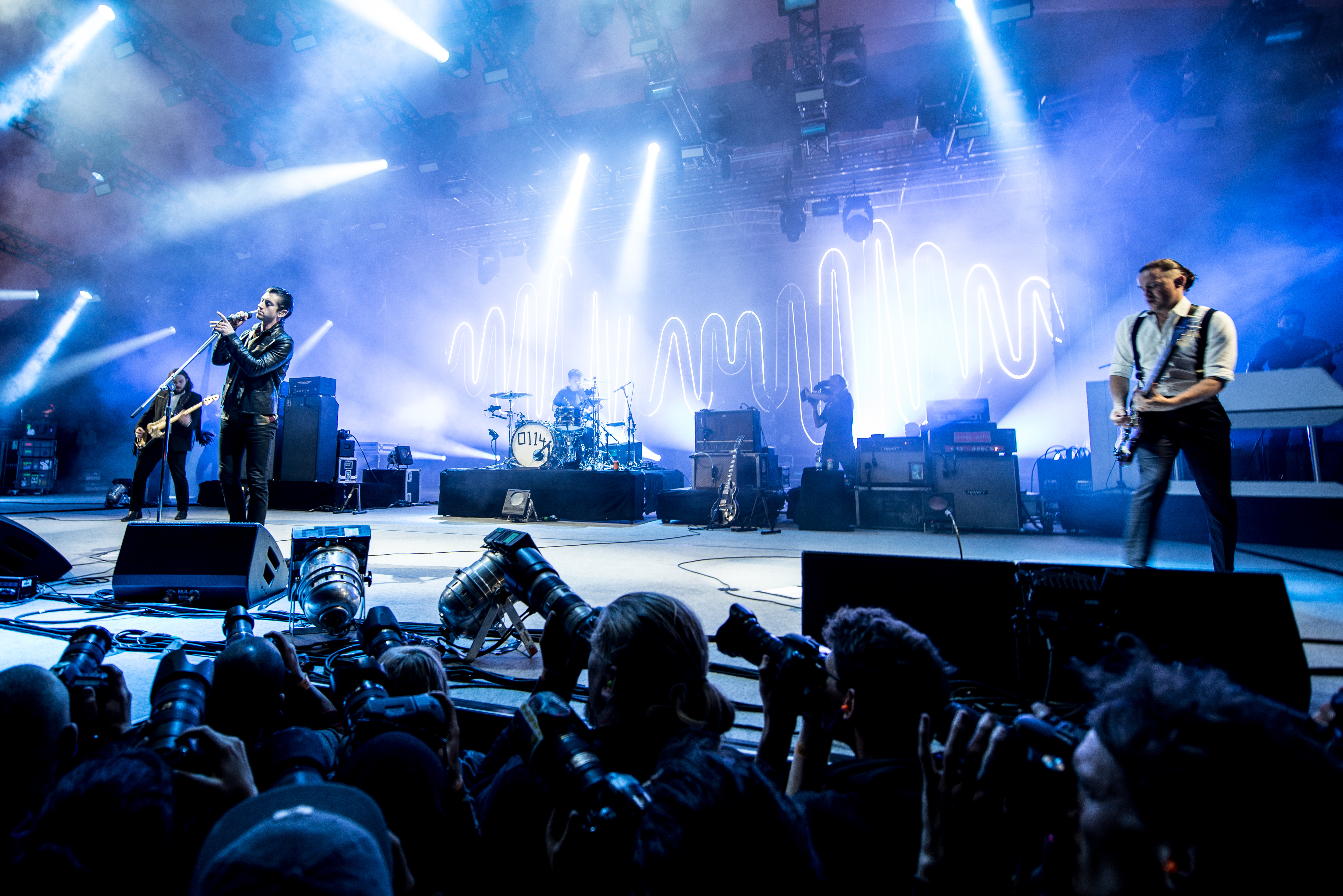
Arctic Monkeys, một ban nhạc indie của Anh

Nhạc indie (tiếng Anh: independent music; còn được gọi là nhạc độc lập hoặc đơn giản là indie) là nhạc được sản xuất độc lập mà không có sự can thiệp của các hãng đĩa thương mại hoặc các chi nhánh của họ; loại nhạc này có thể thực hiện bằng hình thức DIY để thu âm và xuất bản.
Dưới dạng một thuật ngữ thể loại, "indie" có thể hoặc không bao gồm nhạc được sản xuất độc lập. Nhiều nghệ sĩ âm nhạc indie không thuộc một phong cách hoặc thể loại âm nhạc ấn định duy nhất, âm nhạc tự xuất bản của họ có thể được phân loại thành nhiều dòng khác nhau mà không có kỳ vọng liên quan đến nhạc thương mại. Thuật ngữ 'indie' hay 'nhạc indie' có thể bắt nguồn từ đầu thập niên 1920: trong ngữ cảnh chỉ các công ty điện ảnh độc lập. Sau đó nó được sử dụng để phân loại một ban nhạc hoặc nhà sản xuất nhạc indie.

## Hãng thu âm
Các hãng đĩa độc lập có lịch sử lâu đời trong việc thúc đẩy sự phát triển của nhạc quần chúng, kéo dài từ thời kỳ hậu chiến ở Hoa Kỳ, với các đơn vị như Sun Records, King Records và Stax.
Tại Vương quốc Liên hiệp Anh trong các thập niên 1950 và 1960, các công ty thu âm lớn có nhiều quyền lực đến mức các hãng đĩa độc lập phải chật vật thành lập, cho đến khi ra mắt các khái niệm mới như Virgin Records. Một số nhà sản xuất và nghệ sĩ người Anh đã cho ra đời các hãng đĩa độc lập để làm nơi phân phối tác phẩm của họ và nghệ sĩ mà họ yêu thích; đa số thất bại do liên doanh thương mại hoặc bị các hãng đĩa lớn mua lại.
Tại Hoa Kỳ, các hãng đĩa và phân phối độc lập thường liên kết với nhau để thành lập các tổ chức nhằm thúc đẩy thương mại và bình đẳng trong ngành. Viện Thu âm (nổi tiếng là đơn vị tổ chức giải Grammy) bắt đầu từ thập niên 1950 dưới dạng một tổ chức gồm 25 hãng thu âm độc lập gồm có Herald, Ember và Atlantic Records. Thập niên 1970 chứng kiến sự ra đời của Hiệp hội phân phối đĩa nhạc indie quốc gia (NAIRD), về sau trở thành A2IM vào năm 2004. Những tổ chức nhỏ hơn cũng tồn tại như Hiệp hội nhạc indie (IMA), do Don Kulak thành lập vào cuối thập niên 1980. Ở thời kỳ vàng son, đơn vị sở hữu tới 1.000 hãng đĩa độc lập trong danh sách thành viên của mình. Thập niên 1990 mang đến Công ty thu âm độc lập liên kết (AIRCO), nơi sở hữu thành viên đáng chú ý nhất là hãng đĩa nhạc punk-thrash metal mới nổi Mystic Records và Hiệp hội nhà bán lẻ nhạc indie (IMRA), một tổ chức tồn tại trong thời gian ngắn do Mark Wilkins và Don Kulak thành lập. Đơn vị thứ hai gây chú ý nhất với một vụ kiện liên quan đến phí hợp tác mà đơn vị đã đệ trình thay mặt cho Nhà phân phối kỹ thuật số (Digital Distributors; thành viên của họ) kết hợp với Kho lưu trữ thu âm (Warehouse Record Stores). Kết quả vụ xét xử đã thu về 178 triệu đô la Mỹ từ các chi nhánh phân phối của các hãng đĩa lớn. Số tiền thu được đã được chia cho toàn bộ nguyên đơn.
Trong kỷ nguyên punk rock, số lượng hãng đĩa độc lập ngày càng tăng. Bảng xếp hạng UK Indie Chart được biên soạn lần đầu vào năm 1980 và việc phân phối độc lập được tổ chức tốt hơn từ cuối thập niên 1970 trở đi. Từ cuối thập niên 1970 đến thập niên 1980, một số hãng thu âm độc lập của Vương quốc Anh (chẳng hạn như Rough Trade, Fast Product, Cherry Red, Factory, Glass, Industrial, Cheree Records và Creation) đã đóng góp phần nào đấy bản sắc thẩm mỹ cho các nghệ sĩ mà họ phát hành đĩa nhạc.
Vào khoảng cuối thập niên 1980, Sub Pop Records có trụ sở tại Seattle là trung tâm của làng nhạc grunge. Vào cuối thập niên 1990 và đầu thập niên 2000, khi mà các tệp MP3 và các trang tải nhạc như iTunes Store của Apple ra đời đã thay đổi ngành công nghiệp thu âm, một làn sóng nhạc neo soul độc lập đã sớm xuất hiện từ những làng nhạc soul ngầm đô thị ở Luân Đôn, New York, Philadelphia, Chicago và Los Angeles, chủ yếu là do đài phát thanh thương mại và các hãng thu âm lớn thiên vị chú trọng vào tiếp thị, quảng bá và phát sóng nhạc pop và hip hop trong thời kỳ này. Các hãng đĩa độc lập như Dome Record và Expansion Records ở Anh, Burger, Wiener và Ubiquity Records ở Mỹ cùng rất nhiều hãng đĩa khác trên khắp thế giới tiếp tục phát hành các ban nhạc và sản phẩm nhạc indie.

## Phương thức phân phối
Một vài hãng đĩa độc lập phân phối sản phẩm của chính họ trong khi những hãng đĩa khác phân phối thông qua một hãng đĩa lớn. Những hãng độc lập có thể thuộc sở hữu của một hãng lớn vì hãng lớn sẽ phân phối cho họ.
Những ban nhạc độc lập có thể gặp khó khăn để ký hợp đồng với một hãng thu âm có thể không quen thuộc với phong cách cụ thể của họ. Có thể mất nhiều năm nỗ lực tận hiến, tự quảng bá và bị từ chối trước khi ký được hợp đồng với hãng thu âm độc lập hoặc hãng thu âm lớn. Những ban nhạc sẵn sàng đi theo con đường này cần đảm bảo rằng họ đã chuẩn bị sẵn sàng cả về âm nhạc mà họ mang đến cũng như những kỳ vọng thành công thực tế của họ.

### Hợp đồng của hãng thu âm lớn
Hầu hết nghệ sĩ của hãng đĩa lớn đều kiếm được 10–16% lệ phí bản quyền. Tuy nhiên, trước khi một ban nhạc có thể nhận được bất kỳ khoản tiền bản quyền nào của mình, họ phải xóa tên mọi khoản nợ của mình từ chi phí đền bù. Những chi phí này phát sinh từ khâu gói album và thiết kế bìa, hỗ trợ chuyến lưu diễn và sản xuất video. Ngoài chi phí đền bù còn có tiền tạm ứng của nghệ sĩ, giống như một khoản vay. Nó cho phép nghệ sĩ có tiền để sống và thu âm cho đến khi đĩa nhạc của họ được phát hành. Tuy nhiên, trước khi họ có thể nhận được bất kỳ khoản tiền bản quyền nào, tiền tạm ứng phải được trả lại đầy đủ cho hãng thu âm. Vì chỉ những nghệ sĩ thành công nhất mới thu lại được chi phí sản xuất và tiếp thị, khoản nợ của một nghệ sĩ không thành công có thể chuyển sang album tiếp theo của họ, tức là họ nhận được rất ít hoặc không lấy được tiền bản quyền.
Gói tiền tạm ứng của hãng đĩa lớn thường lớn hơn nhiều so với các hãng độc lập. Các hãng đĩa lớn có thể trả trước cho các nghệ sĩ trong khoảng từ 150.000 đến 500.000 đô la Mỹ. Một vài hãng đĩa độc lập nhỏ hơn không cung cấp tiền tạm ứng nào; chỉ chi phí ghi âm, gói album và thiết kế bìa cũng có thể đền bù. Nếu một nghệ sĩ không nhận được khoản tạm ứng nào, họ sẽ nợ công ty thu âm của mình ít tiền hơn, do đó cho phép họ bắt đầu nhận séc tiền bản quyền sớm hơn nếu doanh số bán hàng đảm bảo. Tuy nhiên, vì hãng thu âm thường đền bù rất nhiều chi phí khác nhau, nên việc nhận được khoản tạm ứng lớn nhất có thể thực sự có lợi cho nghệ sĩ vì họ có thể không thấy bất kỳ séc tiền bản quyền nào trong một thời gian dài. Một lợi thế khác của việc nhận tiền tạm ứng; số tiền tạm ứng mà nghệ sĩ nợ của hãng đĩa chỉ đền bù thông qua tiền bản quyền của nghệ sĩ, không phải thông qua trả lại chính khoản tiền tạm ứng.

### Hợp đồng của hãng thu âm độc lập
Hợp đồng của hãng đĩa độc lập thường giống với hợp đồng do các hãng đĩa lớn đưa ra vì chúng có trách nhiệm pháp lý tương tự cần xác định trước khi đại diện cho một nghệ sĩ. Tuy nhiên, có những điểm khác biệt thường liên quan đến tiền tạm ứng, chi phí phòng thu và tiền bản quyền thấp hơn nên ít được lựa chọn định dạng album. Do những hạn chế về tài chính, các hãng độc lập thường chi tiêu ít hơn nhiều cho khâu tiếp thị và quảng cáo so với các hãng lớn. Nhưng với tỷ lệ tiền bản quyền trả cho các nghệ sĩ và quảng cáo thấp hơn, các hãng độc lập thường có thể thu được lợi nhuận từ số lượng bán ra thấp hơn so với tiềm năng của một hãng lớn.
Mặc dù không phổ biến, đã có trường hợp nghệ sĩ thỏa thuận chia lợi nhuận với các hãng thu âm độc lập, trong đó có thể nhận được tới 40–50% lợi nhuận ròng. Trong loại hợp đồng này, lợi nhuận ròng sau khi loại bỏ mọi chi phí được chia giữa hãng đĩa và nghệ sĩ theo tỷ lệ phần trăm đã thương lượng. Tuy nhiên, các thỏa thuận ở dạng này có thể mất nhiều thời gian hơn để nghệ sĩ thu được bất kỳ khoản lợi nhuận nào nếu có, vì mọi chi phí – chẳng hạn như thu âm, sản xuất, quảng bá và tiếp thị, video âm nhạc... cũng được tính đến. Chỉ khi một nghệ sĩ độc lập trở nên nổi tiếng thì những thỏa thuận kiểu này mới có lợi hơn.
Hãng đĩa độc lập chủ yếu dựa vào mạng lưới cá nhân hoặc "truyền miệng" để quảng bá. Hãng đĩa độc lập có xu hướng tránh các chiến thuật tiếp thị kinh phí cao, vốn thường không nằm trong ngân sách của một hãng độc lập. Tất nhiên, điều này góp phần làm giảm tổng chi phí sản xuất và có thể giúp nghệ sĩ nhận được tiền bản quyền sớm hơn. Các hãng đĩa lớn có xu hướng theo dõi các nghệ sĩ của hãng indie và đánh giá mức độ thành công của họ, đồng thời có thể đề nghị ký hợp đồng với các nghệ sĩ độc lập khi hợp đồng của họ hết hạn. Hãng lớn cũng có thể yêu cầu mua hợp đồng của nghệ sĩ từ hãng độc lập trước khi hợp đồng hết hạn, mang lại cho hãng độc lập một khoản thanh toán tài chính khổng lồ nếu họ chọn bán hợp đồng.

## Cạnh tranh giữa xuất bản độc lập và truyền thống
Doanh số bán nhạc indie rất khó theo dõi, nhưng vào năm 2010, nhà bán lẻ độc lập CD Baby tuyên bố đã tiêu thụ hơn 5 triệu đĩa CD trong suốt thời gian đơn vị này hoạt động. CD Baby không còn báo cáo số lượng đĩa CD đã bán, nhưng vào năm 2010 họ tuyên bố đã trả tổng cộng 107 triệu đô la Mỹ cho các nghệ sĩ trong suốt thời gian đơn vị hoạt động và hiện tại tuyên bố rằng con số này đến năm 2016 là hơn 200 triệu đô la Mỹ.
Khó có thể đánh giá doanh số bán hàng từ các nguồn phi truyền thống chủ yếu đến từ việc khai thác thị trường đang mở rộng hay từ việc bòn rút doanh số bán hàng từ phân phối CD truyền thống, khi mà RIAA tuyên bố rằng vi phạm bản quyền âm nhạc gây thiệt hại 12,5 tỷ đô la Mỹ cho nền kinh tế thường niên của Hoa Kỳ.

## Bầu chọn
Is This It của The Strokes đã được tạp chí GQ bầu là album nhạc indie hay nhất mọi thời đại, trong khi danh hiệu album nhạc indie hay nhất mọi thời đại của NME thuộc về Boy in da Corner của Dizzee Rascal.